# 1943 안테로스
1943 안테로스(1943 Anteros, /ˈæntərɒs/, 임시 명칭: 1973 EC)는 직경이 약 2km인 구형의 희귀형 소행성이자 아모르 그룹의 지구 근처 물체이다.
1973년 3월 13일 미국의 천문학자 제임스 깁슨(James Gibson)이 아르헨티나의 레온시토 천문단지에서 발견했으며 그리스 신 안테로스(Anteros)의 이름을 따서 명명되었다.